# Guillaume Desgranges
Pour les articles homonymes, voir Desgranges.
Guillaume Jacques François Desgranges, né à Avranches le 10 février 1886 et mort à Coutances le 1er février 1967, est un peintre et lithographe français.

## Biographie
Élève de Fernand Cormon et de Charles Léandre, il expose au Salon des artistes français dès 1906 où il obtient une médaille d'or en 1925, année où il passe en hors-concours et devient membre du jury (section gravure et lithographie). Ses œuvres sont conservées aux Musées du Petit Palais d'Avranches et de Coutances.

## Œuvres
Liste provenant du Joseph (1930):
- Portrait de jeune fille (lithographie)
- Derniers rayons (peinture)
- Bretonne d'Auray (peinture)
- La Grand-mère (peinture)
- Vue sur le Mont Saint Michel et Tombelaine (HST)